# 한국첨단농업시설협의회
한국첨단농업시설협의회는 첨단농업시설연구와 기술개발, 국내외 최신 정보교환, 교육 등을 통한 기술향상 목적으로 1994년 12월 20일 설립된 대한민국 농림수산식품부 소관의 사단법인이다. 사무실은 경기도 의왕시 포일동 487에 있다.